# Água Boa
Água Boa là một đô thị thuộc bang Mato Grosso, Brasil. Đô thị này có diện tích 7582 km², dân số năm 2007 là 18994 người, mật độ 2,45 người/km².